# Michael Halász
Michael Halász (* 21. Mai 1938 in Klausenburg in Rumänien) ist ein deutsch-ungarischer Fagottist und Dirigent. Er wirkte unter anderem als Generalmusikdirektor in Hagen.
Michael Halász, Sohn von Anna Halász, geborene Farkas, und des jüdischen Juristen Ladislaus Halász, studierte Fagott in Budapest, Zürich und Wien. Er begann seine musikalische Karriere als Fagottist der Philharmonia Hungarica, bei der er von 1957 bis 1965 als Solofagottist spielte. Das Orchester wurde nach der Niederschlagung des Ungarischen Volksaufstands 1956 von geflüchteten ungarischen Musikern in Wien gegründet. Mit dem Bläserquintett der Philharmonia Hungarica errang er den Ersten Preis des Internationalen Musikwettbewerbs in Genf. 1964 belegte er den Studiengang als Dirigent an der Folkwang-Hochschule für Musik in Essen. An der Folkwang-Hochschule arbeitete er dann von 1965 bis 1972 als Dozent für Fagott. Im Jahr 1968 heiratete er Gertraud Kiefel, mit der er die Tochter Judith bekam. Sein erstes Engagement als Dirigent war am Staatstheater am Gärtnerplatz in München von 1972 bis 1975 als Zweiter Kapellmeister, wo er insbesondere Operettenaufführungen dirigierte.
Im Jahr 1975 übernahm er die Stelle des Ersten Kapellmeisters unter Christoph von Dohnányi am Frankfurter Opern- und Museumsorchester. Als Dohnányi 1977 nach Hamburg an die Hamburgische Staatsoper wechselte, folgte ihm Halász in derselben Position wie in Frankfurt. 1978 folgte er dem Ruf des Philharmonischen Orchesters Hagen, um in Hagen die Position des Generalmusikdirektors zu übernehmen. 1991 wechselte er an die Staatsoper Wien, wo er 20 Jahre tätig war.
Halász’ zahlreiche Aufnahmen erschienen bei Naxos und umfassen beispielsweise die kompletten Symphonien Schuberts, Liszts Sinfonische Dichtungen sowie Werke von Mozart, Pergolesi, Dvorak, Mahler und vieler anderer. Besonders erwähnenswert sind die Einspielungen von Mozarts Opern Don Giovanni, Die Zauberflöte und Le nozze di Figaro.